# نورثامبرلاند (نيوهامشير)
نورثامبرلاند (بالإنجليزية: Northumberland, New Hampshire)‏ هي بلدة أمريكية تقع في الولايات المتحدة في مقاطعة كوس (نيوهامشير). يقدر عدد سكانها بـ 2,288 نسمة ومساحتها 94.5 كم2وترتفع عن سطح البحر 262 متر.